# World Champ
World Champ (Japans: グレートボクシングラッシュアップ; Great Boxing: Rush Up) is een computerspel dat werd uitgegeven door Visco. Het spel kwam in 1990 uit voor de Nintendo Entertainment System. Met het sportspel kan de speler boksen. Het doel van het spel is om de tegenstander knockout te slaan of na het eind van de partij de meeste punten te hebben.